# Punch the Clock
Punch the Clock  è un album in studio di Elvis Costello & the Attractions, pubblicato nel 1983. L'album contiene la sua prima hit nelle classifiche Usa, Everyday I Write The Book. Chet Baker suona la sua tromba nel brano "Shipbuilding".

## Tracce
Tutte le canzoni sono scritte da Elvis Costello, salvo dove indicato diversamente.
Lato A
1. Let Them All Talk – 3:06
2. Everyday I Write the Book – 3:54
3. The Greatest Thing – 3:04
4. The Element Within Her – 2:52
5. Love Went Mad – 3:13
6. Shipbuilding (Clive Langer, Costello) – 4:53

Lato B
1. T.K.O. (Boxing Day) – 3:28
2. Charm School – 3:55
3. The Invisible Man – 3:04
4. Mouth Almighty – 3:04
5. King of Thieves – 3:45
6. Pills and Soap – 3:43
7. The World and His Wife – 3:32

Bonus tracks (1995 Rykodisc)
1. Heathen Town – 3:10
2. The Flirting Kind – 3:00
3. Walking on Thin Ice (Yōko Ono) – 3:52
4. The Town Where Time Stood Still – 3:52
5. Shatterproof – 2:19
6. The World and his Wife (Live) – 3:13
7. Everyday I Write the Book (Live) – 2:21

Bonus disc (2003 Rhino)
1. Everyday I Write the Book (Alternate version) – 2:22
2. Baby Pictures – 1:30
3. Heathen Town – 3:10
4. The Flirting Kind – 3:00
5. Walking on Thin Ice (Ono) – 3:52
6. Big Sister's Clothes/Stand Down, Margaret (BBC Session) (Costello, Roger Chalery, Andy Cox, Everett Morton, David Steele, Dave Wakeling) – 5:17
7. Danger Zone (BBC Session) (Curtis Mayfield)) – 2:18
8. Seconds of Pleasure – 3:44
9. The Town Where Time Stood Still – 3:33
10. The World and his Wife (Solo version) – 2:44
11. Shatterproof – 2:15
12. Heathen Town (Demo version) – 2:17
13. The Flirting Kind (Demo version) – 2:52
14. Let Them All Talk (Demo version) – 2:14
15. King of Thieves (Demo version) – 3:20
16. The Invisible Man (Demo version) – 2:124
17. The Element Within Her (Demo version) – 2:13
18. Love Went Mad (Demo version) – 3:01
19. The Greatest Thing (Demo version) – 2:25
20. Mouth Almighty (Demo version) – 3:03
21. Charm School (Demo version) – 2:17
22. Possession (Live) – 2:29
23. Secondary Modern (Live) – 3:02
24. The Bells (Live) (Johnny Bristol, Marvin Gaye, Anna Gordy, Elgie Stover) – 4:14
25. Watch Your Step (Live) – 3:22
26. Backstabbers/King Horse (Live) (Leon Huff, Gene McFadden, John Whitehead, Costello) – 4:47